# Стадион Семисотлетия
Стадион Семисотлетия (тайск. สนามกีฬาสมโภชเชียงใหม่ 700 ป, англ. 700th Anniversary Stadium) — спортивный стадион, расположенный в таиландском городе Чиангмай. Вместимость стадиона составляет 25 тысяч человек, на нём свои футбольные матчи проводят команды «Чиангмай» и «Лопбури». Стадион был открыт по случаю 700-летия города Чиангмай.
В 1995 году на стадионе состоялись Игры Юго-Восточной Азии, а в 1998 году прошли некоторые соревнования Летних Азиатских игр (сами игры проводились в Бангкоке). В 2004 году здесь прошли матчи чемпионата мира по футболу среди девушек до 19 лет.